# Pedro Fernández Espinosa
Pedro Tomás Fernández Espinosa (Cartagena, 19 aprile 1978) è un ex cestista spagnolo.

## Palmarès
- Copa Príncipe de Asturias: 1

Murcia: 2006